# Суворово (Бабаєвський район)
Суворове (рос. Суворово) — присілок в Бабаєвському районі Вологодської області.
Входить до складу Пожарського сільського поселення, з точки зору адміністративно-територіального поділу — в Пожарську сільраду.
Відстань по автодорозі до районного центру Бабаєво — 73 км, до центру муніципального утворення села Пожара — 3 км. Найближчі населені пункти — Ананіно, Дійково, Огризово.
По перепису 2002 року населення — 45 осіб (19 чоловіків, 26 жінок). Переважна національність — росіяни (96 %).